# Фалтона (Фиренца)
Фалтона је насеље у Италији у округу Фиренца, региону Тоскана.
Према процени из 2011. у насељу је живело 33 становника. Насеље се налази на надморској висини од 231 м.